# 2-Merkaptoetanol
2-Merkaptoetanol (β-merkaptoetanol, BME, 2BME, 2-ME, β-met) hemijsko jedinjenje je sa formulom . ME se koristi za redukovanje disulfidnih veza i može da deluje kao biološki antioksidans, koji sakuplja hidroksilne radikale (između ostalog). On je u širokoj primeni jer ga njegova hidrokilna grupa čini rastvornim u vodi i snižava njegovu isprarljivost. Usled njegovog umanjenog napona pare, njegov zadah, mada neprijatan, je manje odbojan od srodnih tiola.

## Preparation
2-Merkaptoetanol se može pripremiti dejstvom vodonik sulfida na etilen oksid:

## Reakcije
2-Merkaptoetanol reaguje sa aldehidima i ketonima čime se formiraju oksatiolani. To čini 2-merkaptoetanol korisnom protektivnom grupom.